# 植村家敬
植村 家敬（うえむら いえゆき）は、大和高取藩の第4代藩主。

## 略歴
延宝8年（1680年）、第2代藩主・植村家貞の長男・政成の長男として生まれる。元禄8年（1695年）、叔父である第3代藩主・家言の嫡男・亀松が早世し、元禄9年（1696年）に家言も死去したため、その養子として跡を継いだ。
享保16年（1731年）8月21日に死去した。享年52。
嫡男の高堅は享保10年（1725年）に早世し、分家から養子として迎えた稲之助も享保12年（1727年）に早世し、残っていた実子の家道も幼少のため、分家から迎えた家包に跡を継がせた。